# Mikuláš Galanda
Mikuláš Galanda (Turčianske Teplice, 4 maggio 1895 – Bratislava, 5 giugno 1938) è stato un pittore e illustratore slovacco.
È uno dei maggiori pionieri e promotori dell'arte moderna in Slovacchia.

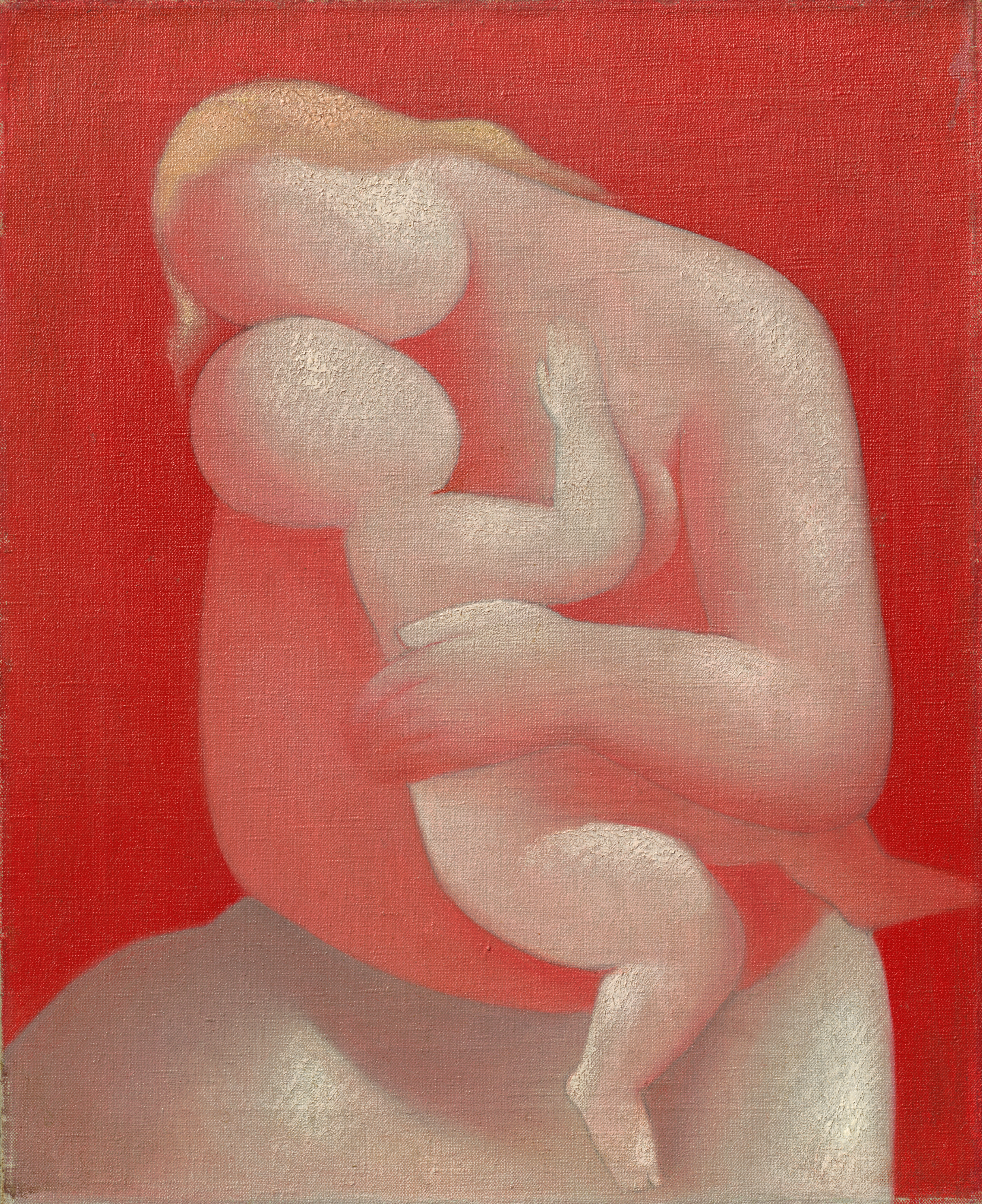
Matka ("La madre")

## Biografia
Nacque da Štefan Galanda e da sua moglie Malvína-Margita, nata Tauberová. Si diplomò al ginnasio di Lučenec, nel 1914 incominciò a studiare pittura all'Accademia delle Belle Arti di Budapest. Dovette allontanarsi dallo studio per due anni a causa della Prima guerra mondiale.
Nel 1922 arrivò a Praga, ove incominciò a studiare alla Scuola artistico-industriale presso il professor Vratislav Hugo Brunner. Dopo un anno passò all'Accademia di Belle Arti, ove studiò sotto la guida dei professori Franz Thiele e August Brömse. Nel periodo dello studio a Praga strinse amicizia con il giovane pittore Ľudovít Fulla.
Terminati gli studi, Mikuláš Galanda nel 1929 iniziò ad insegnare pittura e disegno nelle scuole superiori di Bratislava. Nel 1933 divenne professore ordinario alla Scuola d'arte applicata (Škola umeleckých remesiel).
All'inizio degli anni 1930 si presentò al pubblico con Ľudovít Fulla, pubblicando il manifesto "Lettere private di Fulla e Galanda" nel quale annunciavano la necessità di porre termine ai vecchi e insignificanti metodi artistici e manierismi alla moda e richiedevano di svoltare e fare strada a nuovi mezzi espressivi e alle tecniche che corrispondevano alle esigenze delle trasformazioni dinamiche caratteristiche della vita dell'uomo e della società del XX secolo.
Dopo una morte precoce e improvvisa, Mikuláš Galanda fu sepolto a Turčianske Teplice; nel 1978 i suoi resti sono stati traslati al Cimitero nazionale di Martin. La sua casa natale di Turčianske Teplice è stata trasformata nel 1991 in una galleria con un'esposizione permanente delle sue opere.

## Mostre e opere
Oltre a un gran numero di mostre in tutta la Cecoslovacchia, Mikuláš Galanda espose le sue opere a New York, a Mosca e nel 1937 alla Mostra mondiale di Parigi, ove vinse la medaglia d'argento per la grafica editoriale e per l'illustrazione.
Le sue edizioni per bibliofili furono immensamente popolari presso la Società bibliofila morava, collaborò infatti con Bedřich Beneš Buchlovan. Fu coinvolto artisticamente nella pubblicazione di autori di sinistra, fra cui Balt di Fraňo Kráľ e Nedeľa di Laco Novomeský. Le edizioni di Galanda per bibliofili sono considerate le migliori edizioni slovacche.
I suoi dipinti più famosi sono:
- Matka ("La madre")
- Stojaci ženský akt ("Atto femminile in piedi")
- Slovenská rodina ("Famiglia slovacca")
- Zbojníci ("Banditi")